# Димитър Ганев (политик)
Вижте пояснителната страница за други личности с името Димитър Ганев.
Димитър Ганев Върбанов е български политик от БКП. Секретар е на Централния комитет (ЦК) на БКП (1952 – 1957), член на Политбюро (1942 – 1944, 1957 – 1964) и ЦК на БКП (1948 – 1949), и председател на Президиума на Народното събрание (1958 – 1964).

## Биография

### Произход, образование и ранни години
Димитър Ганев е роден на 9 ноември (28 октомври стар стил) 1898 година в село Градец, Котленско. Завършва гимназия в Сливен и Варна, след което участва в Първата световна война. Става член на Съюза на работническата социалдемократическа младеж (СРСДМ) през 1918 година и на БРП (т.с) през 1921 година.
От 1921 година е учител в Ново село, но за участието си в Септемврийското въстание през 1923 година е арестуван за кратко и уволнен. Заминава за София, където през 1924 година става секретар на Съюза на продоволствените работници, а между 1925 и 1929 година е член на Централния комитет на комунистическите Независими работнически професионални съюзи (НРПС).
През 1929 година е изпратен в Южна Добруджа, която по това време е под румънско управление, и става секретар на Добруджанската революционна организация. През 1934 година става член на Централния комитет на Румънската комунистическа партия,  но е арестуван на следващата година от румънските власти и осъден на 10 годишен затвор. Освободен е след Крайовската спогодба от 1940 година.

### Професионална кариера
След освобождаването си е секретар на Околийската организация на БРП (к.) в Добрич, а през 1942 година става член на Политбюрото на ЦК на БРП (к.), секретар на Окръжната организация в София и редактор на партийния вестник „Работническо дело“. От февруари 1944 година е пълномощник на ЦК на БРП (к.) за Десета Варненска въстаническа оперативна зона. След Деветосептемврийския преврат участва в делегацията до щаба на Трети украински фронт за искане на примирие със Съветския съюз.
През следващите години работи като завеждащ отдел „Масов“ при ЦК, главен редактор на „Работническо дело“, първи секретар на Софийския областен и градски комитет на партията. През 1947 – 1948 година е посланик на България в Румъния, а през 1948 – 1952 година е министър на външната търговия в правителството на Георги Димитров и Васил Коларов и в правителствата на Васил Коларов и Вълко Червенков. От 4 януари 1948 година е кандидат-член на Политбюро на ЦК на БКП и член на Централния комитет на партията от 27 декември 1948 до 4 август 1949.
Между 1952 – 1954 година е посланик в Чехословакия, на 25 януари 1954 година става секретар на ЦК на БКП, а от 11 юли 1957 година е пълноправен член на Политбюрото на партията. От 1 декември 1958 година до смъртта си е председател на Президиума на Народното събрание на Народна република България.
През 1958 година получава отличие „Герой на социалистическия труд“. Умира на 20 април 1964 година в София, България.